# 澳洲航空7/8号班机

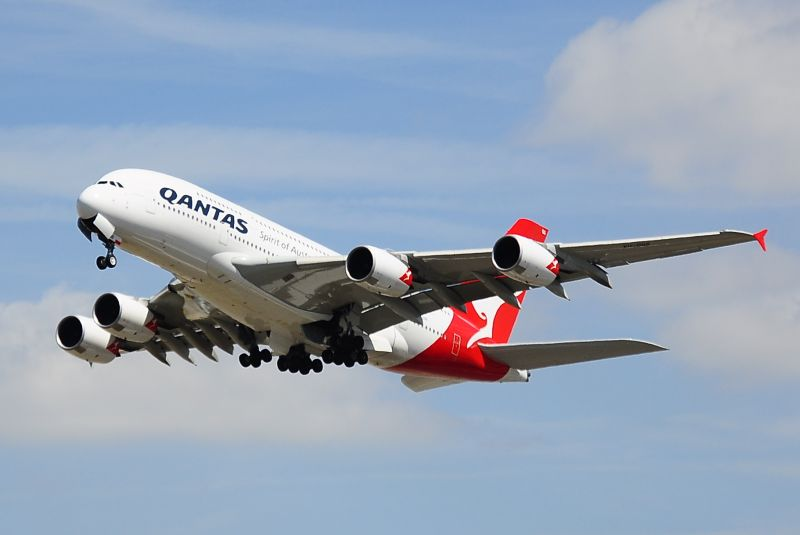
一架执飞该航线的空中客车A380-800

澳洲航空7号班机（返程为澳洲航空8号班机）为澳洲航空运营的由悉尼机场前往达拉斯-沃思堡国际机场的不经停航线。这条航线起点站和终点站之间的距离长达13,804（8,577英里；7,454海里），曾是世界上距离最长的不经停商用航线，目前仅次于喬治·布什洲際機場至悉尼机场的联合航空101号班机排第二。超长距离洲际航线的实际飞机里程根据每次飞行时的天气状况、空域流量等因素而有不同，因此起点站和终点站之间的距离成了衡量“最长不经停航线”的标准。这条航线的距离几乎是地球周长的三分之一，由空中客车A380执飞。